# Микове
Ми́кове — село в Україні, у Луцькому районі Волинської області. Входить до складу Ківерцівської міської громади. Населення становить 185 осіб.
19 липня 2020 року, в результаті адміністративно-територіальної реформи та ліквідації Ківерцівського району, село увійшло до складу Луцького району.

## Географія
Село розташоване на лівому березі річки Рудки.

## Населення
Згідно з переписом УРСР 1989 року чисельність наявного населення села становила 158 осіб, з яких 75 чоловіків та 83 жінки.
За переписом населення України 2001 року в селі мешкали 182 особи. 100 % населення вказало своєю рідною мовою українську мову.

## Постаті
- Білоус Сергій Степанович (1974—2014) — молодший сержант Збройних сил України, учасник російсько-української війни.